# Ціаніди

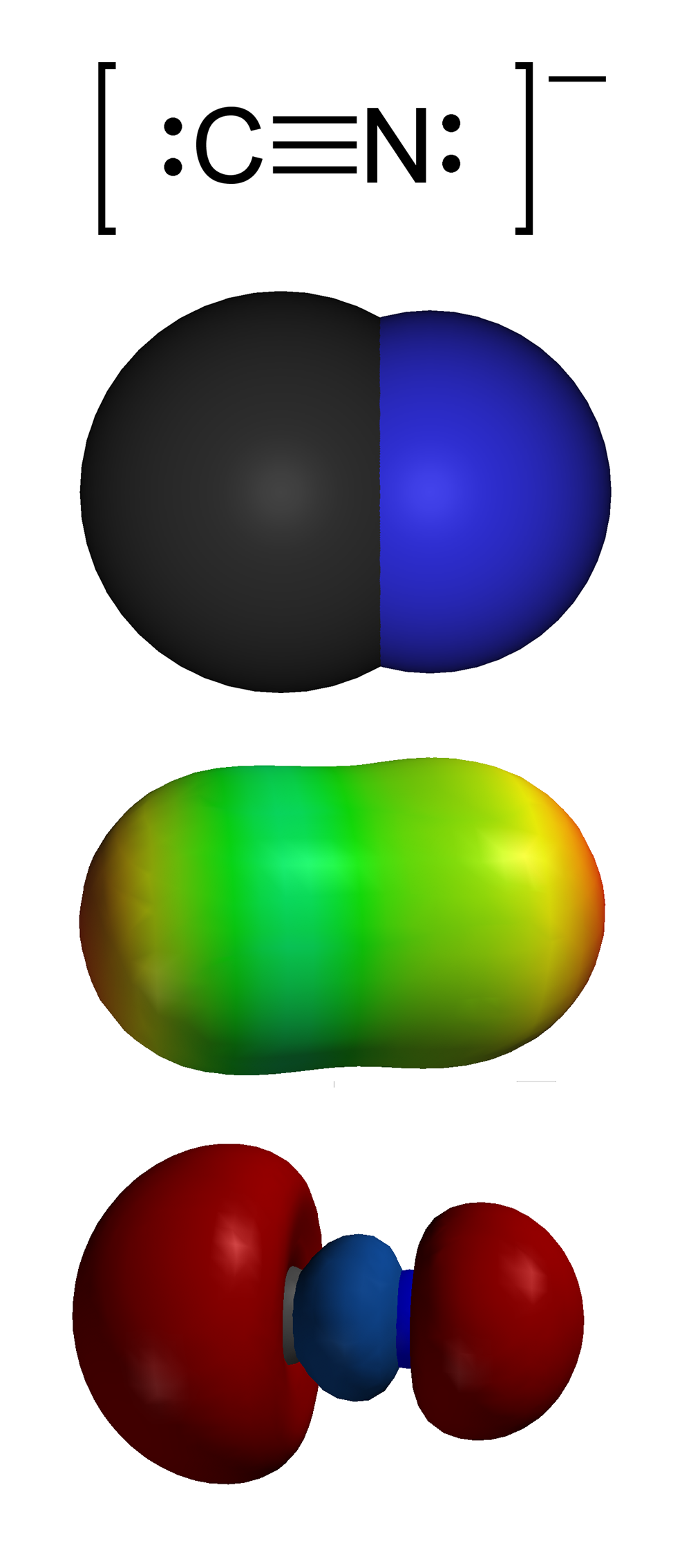
Іон цианіду, CN^{−}.
Зверху вниз:
1. Структура валентних зв'язків
2. Об'ємна модель
3. Поверхня електростатичного потенціалу
4. 'Carbon lone pair' HOMO

Ціані́ди (ціанисті метали) — солі синильної кислоти. Клас органічних сполук, які мають у своїй структурі функціональну групу C≡N, називають нітрилами. У практичному відношенні особливо важливі ціаніди лужних металів — калію, натрію, що одержуються різними способами, наприклад прожарюванням суміші коксу і поташу в атмосфері азоту. Найбільше значення має ціанід калію (ціанистий калій).
Як солі дуже слабкої кислоти, ціаніди у воді в сильному ступені зазнають гідролізу:
{\displaystyle {\ce {CN^- + H_2O -> HCN + OH^-}}}
Тому розчини мають лужну реакцію і сильно пахнуть синильною кислотою.

## Отримання
Отримують ціаніди, в результаті взаємодії основ, металів, та інших солей з синильною кислотою:
{\displaystyle {\ce {HCN + KOH -> KCN + H_2O}}}
{\displaystyle {\ce {2HCN {+}Ca -> Ca(CN)_2 {+}H_2}}}
{\displaystyle {\ce {2HCN + (NH_4)_2SO_3 -> H_2SO_4 + 2NH_4CN}}}
Ціаніди калію і натрію мають здатність розчиняти у присутності кисню повітря срібло і золото. На цьому засновано їх застосування для вилучення вказаних металів з руд, крім того, вони використовуються в органічному синтезі, при гальванічному золоченні і срібленні, у фотографії тощо.